# Skilt
Et skilt er et tegn i form af en tavle, plade, plakat, skærm eller lignende, der er forsynet med en påskrift eller symbol. Skilte bruges som information, dokumentation, reklame, signal eller andet, man ønsker at gøre andre opmærksomme på.

## Historie
Brugen af skilte kendes tilbage fra de gamle egyptere, grækere og romere. I antikkens Rom blev skilte normalt lavet af sten eller terrakotta. Mange romerske eksempler er bevaret heriblandt med efeublade, der signaliserer vinhuse. I nogle tilfælde som med efeubladene eller de tre kugler for pantelånere blev bestemte skilte identificeret med bestemte former for handel, og nogle af disse blev med tiden til varemærker. Andre skilte kan grupperes efter deres oprindelse. I kristendommens første tid blev det kristne kors og symboler på religiøse personer benyttet til at tiltrække kristne, mens skilte med sol eller måne tjente samme formål for hedninge.
I 1389 bestemte kong Richard 2. af England, at værtshusholdere skulle opsætte skilte udenfor deres ejendom. I loven hed det at "Hvem som helst, der brygger øl i byen med det formål at sælge det, skal sætte et skilt op, ellers vil han fortabe sit øl." Dette var for at gøre det nemt for inspektører at finde dem, så de kunne kontrollere den udbudte øl. På den tid var vand nemlig langt fra altid godt at drikke, og derfor drak man ofte øl i stedet. Senere blev brug af adelsfolks våbenskjolde almindelige. Folk uden nærmere kendskab til heraldik omtalte dem efter hvordan de så ud, med den følge at skilte med en rød løve, en grøn drage osv. blev udbredte, især for pubber.
I store byer, hvor mange handlede med det samme og ofte koncentreret i de samme gader, var simple skilte for det pågældende fag ikke nok til, at folk kunne kende dem fra hinanden. Derfor måtte der variationer til. Nogle fik skilte, der var ordspil på deres navne, nogle benyttede figurer af dyr eller andre objekter og atter andre portrætter af kendte personer, som skønnedes at ville tiltrække opmærksomhed. Andre skilte viste to ting, der ofte associeredes med hinanden, f.eks. i form af ordsprog. I modsætning til de ovennævnte værtshusholdere var det dog normalt frivilligt at opsætte for de fleste.
Siden formålet med skiltene var at tiltrække opmærksomhed, blev der ofte gjort meget ud af dem. Ikke bare var de store, men der blev også gjort meget af det kunstneriske, ikke mindst i det 16. og 17. århundrede. Dertil kom så de metalstativer, der holdt dem, og som ofte kunne være kunststykker i sig selv. Imidlertid kom der med tiden så mange skilte, at de blev til en decideret gene i storbyernes trange gader. Så tidligt som i 1669 kom der i Frankrig kongelige ordrer mod de overdrevne størrelser på skilte og deres placeringer for højt over gaderne. I Paris i 1761 og i London omkring 1762-1773 kom der love, der efterhånden medførte, at skilte blev pillet ned eller opsat fladt på husmurene.
Kroer fortsatte dog med at benytte skilte, der blev malet af nogle af tidens største kunstnere på en måde, der ofte repræsenterede navnet på kroen. I byerne blev de handlendes skilte efterhånden suppleret eller erstattet af husnumre. Hidtil havde det ikke været specielt aktuelt, da mange endnu i det 18. århundrede ikke kunne læse, hvorfor både husnumre og skilte med skrevne tekster reelt var meningsløse. Her var billeder til gengæld en god måde at identificere et sted på, og nogle endte da også med at få navn efter billedet på deres skilt.
Fælles for alle skilte var imidlertid, at de kunne være svære at få øje på i mørke, ikke mindst fordi datidens gadebelysning lod en del tilbage at ønske, hvis den da overhoved fandtes. Her fandt kaffehuse, bordeller og andre der havde åbent om aftenen på forskellige arrangementer med lys, og forlystelseskvarterer kunne på den måde blive kendt som red light-distrikter. Siden har neonskilte overtaget en stor del af opgaven, men f.eks. teatre kan stadig lade en rød lygte lyse for at vise, at alt er udsolgt til aftenens forestilling.
Op gennem det 19. og 20. århundrede voksede skilteskoven stærkt. Stort set alle kan nu læse i de industrialiserede lande, hvilket stort set alle forretninger, myndigheder, institutioner og andre nu benytter til at opsætte skilte med deres navne, åbningstider og andre oplysninger. Udviklingen i trafikken på vejene har medført et mylder af færdselstavler til alle tænkelige formål. Og da folk nu rejser langt mere, er der også blevet behov for skilte, der kan hjælpe de rejsende på vej. Blot støder man nu på det forhold, at ikke alle kan det lokale sprog, hvorfor symboler må hjælpe til. Og på den måde er vi på sin vis tilbage, hvor vi begyndte...

## Forskellige skilte
Skilte tjener mange forskellige slags formål, men fælles for de fleste er, at de søger at give beskueren væsentlige oplysninger, som denne hurtigt kan aflæse og om nødvendigt reagere på. Færdselstavler bruges således til at regulere trafikken og er udformet med store enkle symboler, så bilister, cyklister og andre kan aflæse dem på afstand uden at skulle stoppe op. Gadenavneskilte findes også i trafikken men bruges i stedet til at vise navnet på den gade, vej eller plads, hvor det befinder sig. Advarselsskilte gør opmærksom på farer og bruges som sådan ikke kun i trafikken men også ved andre ting, man skal tage sig i agt for, f.eks. højspænding eller nedfaldsfare. Også kemikalier og farligt gods gøres der opmærksom på på denne måde. Tilsvarende findes der skilte, der viser at noget er forbudt, f.eks. rygning eller brug af mobiltelefon. Til de mere fredelige formål hører virksomheders brug af skilte til at vise deres navne og reklamer for deres produkter. På samme måde benyttes prisskilte til at vise prisen på og eventuelle andre oplysninger om en vare.
Andre former for skilte kræver, at beskueren tager sig tid til at stå stille og læse en egentlig tekst på den. I udstillinger vil der ofte være opsat skilte, der fortæller om det, der er udstillet, idet man dog af pladshensyn nøjes med de vigtigste oplysninger. Tilsvarende skilte kan findes ved seværdigheder og vandreruter, hvor der så også kan være opsat kort, så folk kan finde vej. Ved statuer og anden opsat kunst finder man typisk små skilte, der oplyser navnet på det eller hvem det forestiller, samt hvem der har lavet det og hvornår.

### Trafik
Færdselstavler tjener som nævnt det formål at regulere trafikken, men alt efter behov skelner man mellem forskellige typer. Advarselstavler, der typisk er trekantede, gør opmærksom på, at der er ting som vejbump, vejarbejde eller en jernbaneoverskæring forude, som trafikanten skal være opmærksom på for at undgå uheld. Forbudstavler, der typisk er runde, viser at noget er forbudt, f.eks. indkørsel, højresving eller cykling. Også hastighedsgrænser og lave eller smalle steder skiltes på denne måde. Påbudstavler, der også typisk er runde, viser at der er noget, man skal gøre så som altid at dreje til venstre i et vejkryds. Også forskellige stier for fodgængere, cyklister og ryttere skiltes på denne måde. Oplysningstavler, der typisk er firkantede, gør opmærksom på lokale ting som fodgængerovergange og ensrettede gade eller fortæller i hvilken retning, et givent sted er, og hvor langt, der er til det.
For brugere af kollektiv trafik er stoppesteder skilte, der viser, at her stopper en eller flere bus- eller sporvejslinier. I sin mest simple form er der bare vist et symbol eller lignende men i mange tilfælde suppleres med yderligere oplysninger så som linienumre, destinationer og køreplaner. På mange jernbanestationer opereres tilsvarende med togviserskilte, hvor der skiftes mellem det der vises, så passagererne kan se, hvorhen og hvornår det næste tog kører. På selve transportmidlerne kan der påsættes skilte med linienumre og destinationer.

### Kommercielt og offentligt
Mange virksomheder og offentlige myndigheder og institutioner gør flittig brug af skilte. Til de mest basale hører skilte, der viser deres navne, så folk ved, at de er på det rigtige sted. Skilte med åbningstider findes også mange steder, hvortil så kan komme ting som kontaktinformationer eller entrepriser afhængig af lokaliteten. Indenfor kan skilte vise vej til konkrete ting, gøre opmærksom på ting som rygeforbud eller fortælle, hvad forskellige ting koster. Ved forlystelser kan der tilsvarende være skilte, der gør opmærksom på ting, man ikke må, så som at stå op under kørslen. Også interne forhold kan der være skilte om, f.eks. at medarbejdere på en byggeplads skal bære hjelm, eller at der opbevares farlige ting et sted.
Ved reklamer gøres også brug af skilte. I gamle dage opsattes således mange steder emaljeskilte, der reklamerede for et givent produkt. I dag bruges typisk plakater, men formålet er det samme.
Indimellem ses også skilte, der udelukkende tjener dekorative formål. F.eks. kan museer have opsat historiske skilte, der ikke længere tjener deres oprindelige formål men bare giver associationer til "gamle dage".

## Eksempler
- Der er tre kilometer til Præstø ad sekundærrute 209.
- Rasteplads med toilet og information.
- Gadenavneskilte i Göteborg.
- Græsset må ikke betrædes, uanset om man taler tysk eller engelsk.
- Regler for ophold i Amaliehaven.
- Pas på! Isen kan være tynd i Finland.
- Sherlock Holmes er på sporet af et emaljeskilt.
- Selvom man ikke kan japansk, så fortæller de japanske stationsskilte stadig, hvor man er.